# Nickelodeon
För andra betydelser, se Nickelodeon (olika betydelser).
Nickelodeon är en ursprungligen amerikansk TV-kanal för barn och familj, främst riktad till barn i åldrarna 2–12 år. Den amerikanska originalkanalen som sänder från 05:00 till 22:00 varje dag i veckan vänder sig dock till en bredare familjepublik under kvällstid då den går under namnet Nick at Nite. I bland annat USA och Storbritannien har Nickelodeon flera systerkanaler som NickToons, Nick Jr. och Nick 2.
Nickelodeons sändningar finansieras genom reklam och pengar från distributions- och abonnemangsavgifter. Skandinavien är den enda marknaden där Nickelodeons kanaler inte sänder dygnet runt. I Sverige sänder kanalen främst via olika digitala plattformar med sändningstider kl 05:00–21:00. Från årsskiftet 2008–2009 till november 2013 delade kanalen teknisk kapacitet med den svenska versionen av Comedy Central, som startade sina sändningar kl 19:00. I november 2013 utökades sändningstiden till kl 21:00 alla dagar i veckan, samtidigt som Comedy Central började sända dygnet runt. Den 1 oktober 2010 lanserades systerkanalen Nick Jr. Från och med den 1 oktober 2015 förlängde Nickelodeon sina sändningstider till kl 22:00. Den 1 februari 2017 lanserades Nicktoons i Sverige i samarbete med Viasat.

## Sändningar i HD
Nickelodeon var den första barnkanalen på den svenska marknaden att sända program i HD, detta via kanalen MTVNHD som står för MTV Nickelodeon High-Definition, som 2008-2011 fanns i Sverige och Europa. Kanalen heter numera MTV Live HD och Nickelodeons program har utgått. I Danmark sänds den lokala versionen av Nickelodeon även i HD hos flera operatörer. Nickelodeon ingår tillsammans med kanaler som MTV-kanalerna och Comedy Central i Viacom.

## Historia

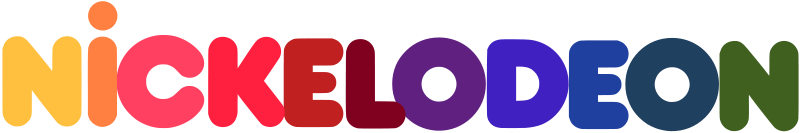
Nickelodeons tidigare logotyp från 1981-1984

Nickelodeon startade i USA den 1 april 1979 under namnet Pinwheel, men bytte namn till Nickelodeon 1981. Namnet Nickelodeon kommer ursprungligen från en kedja med stumfilmsbiografer i USA som var verksam ca 1905–1915. Namnet finns också med i texten till Teresa Brewers jättehit Music! Music! Music! från 1949 och där tycks det syfta på någon form av jukebox. Nickelodeon har emellertid aldrig varit ett varumärke för jukeboxar. I USA är kanalen sedan årtionden en av de största kabelkanalerna och dessutom störst på barnprogram bland samtliga tv-bolag i landet. I hemlandet sänder Nickelodeon även ett programblock på det marksända tv-nätverket CBS. På kvällar och nätter byter amerikanska Nickelodeon namn till Nick at Nite och sänder klassiska tv-serier för hela familjen. Kvällssändningarna blev så pass populära att de till slut expanderade till en egen kanal med namnet TV Land. I USA har Nickelodeon även spinn off-kanalerna Nicktoons, Nick Jr., Teennick och Nick at Nite.

### Sändningsstart i Europa
Den 1 september 1993 startades Storbritanniens version Nickelodeon UK som blev den första i Europa. Sedan följde en pan-europeisk engelskspråkig version av kanalen utan reklam. 1996 inleddes sändningarna i Sverige dagligen mellan kl 06.00 och 13.00 och man delade kanalplats med dåvarande ZTV. På vissa marknader har Nickelodeon spin off-kanaler som vänder sig till ungefär samma målgrupp. Några av dessa kanaler sänds även i versioner utanför USA, till exempel i Storbritannien där antalet Nick-brandade kanaler 2010 uppgår till fem. I Sverige lanserades den första systerkanalen Nick Jr 2010.

## Distribution
Nickelodeon distribueras av samtliga större operatörer i Sverige, som till exempel Com Hem, Boxer, Canal Digital, Viasat, Telia och Tele2Vision. Nick Jr är tillgänglig hos ett urval av operatörerna.

## Nickelodeons program
Bland Nickelodeons mest populära program märks Fairly Odd Parents, Svampbob Fyrkant, Dora utforskaren, Ninja Turtles, The Thundermans och Victorious. Alla dessa kommer från amerikanska Nickelodeon men visas även i Sverige. Flera av dessa serier har även köpts in och sänts av TV4 och SVT i deras respektive barnblock.

## Spin off-kanaler
Kanaler ägda av MTV Networks vars innehåll spinner vidare på det som visas i huvudkanalen.
- Nicktoons bland annat USA, Storbritannien och lanserades i Sverige 1 februari 2017
- Nick at Nite bland annat USA och Storbritannien
- Teennick, enbart USA
- NickJr. lanserades i Sverige den 1 oktober 2010